# Monolinuron
Monolinuron ist ein synthetisches Herbizid aus der Substanzklasse der Phenylharnstoffe. Es wurde 1958 von Hoechst auf den Markt gebracht.

## Darstellung
4-Chloranilin reagiert mit Phosgen zum Isocyanat. Dieses wird mit N,O-Dimethylhydroxylamin zur Reaktion gebracht, wodurch Monolinuron entsteht.

## Eigenschaften
Monolinuron ist ein weißer, kristalliner und geruchloser Feststoff. In neutralem Medium ist es hydrolysestabil, jedoch bauet es sich im Alkalischen und  Sauren schnell ab. Außerdem zersetzt es sich unter Einwirkung von UV-Licht. Im Boden ist es mit einer Halbwertszeit von 60 Tagen moderat persistent. Wenn flüssige Formulierungen Hitze ausgesetzt sind, können giftige und explosive Gasgemische entstehen.

## Wirkungsweise und Verwendung
Die Wirkungsweise von Monolinuron ist analog zu anderen Phenylharnstoffherbiziden. Es hemmt den Elektronentransport des Photosystems II. Dadurch kommt die Photosynthese zum Erliegen und die Pflanze stirbt ab.
Monolinuron kann sowohl als Vorauflaufherbizid als auch zur Nachauflaufbehandlung gegen breitblättrige Unkräuter und einjährige Gräser verwendet werden. Es kann in vielfältigen Bereichen eingesetzt werden, beispielsweise im Obst-, Gemüse- und Getreideanbau, aber auch bei Zierpflanzen und im Weinanbau.
Der Wirkstoff kann auch als Algizid zum Beispiel gegen Fadenalgen eingesetzt werden.

## Toxikologie
Der Wirkstoff wird von der WHO als "unwahrscheinlich, giftig zu sein" eingestuft. Dennoch sollte bei der Anwendung für ausreichenden Schutz gesorgt werden, da Chlorwasserstoff und Stickoxide entstehen können.

## Zulassung
In keinem Mitgliedstaat der Europäischen Union sowie der Schweiz sind Pflanzenschutzmittel mit Monolinuron zugelassen.